# Exèrcit Regular Austriacista
L'Exèrcit Regular Austriacista fou llevat per Carles III per la necessitat d'expulsar la Casa de Borbó de la península Ibèrica.

## Antecedents
Després de la Batalla de Montjuïc i la pèrdua de la fortalesa que dominava la ciutat, el Virrei de Catalunya Francisco Fernández de Velasco, comte de Melgar, signa la capitulació el 9 d'octubre de 1705. És aleshores quan la ciutat s'aixeca contra Velasco i per calmar la revolta, el 22 d'octubre entra a Barcelona l'Arxiduc Carles, que el 7 de novembre de 1705 jura les constitucions catalanes i és coronat com a Carles III d'Espanya.

## Regiments d'infanteria
- Regiment nº1, Regiment d'Infanteria Ahumada
- Regiment nº2, Regiment Blas Ferrer
- Regiment nº3, Regiment de Reials Guàrdies Catalanes
- Regiment nº4, Regiment de la La Reina
- Regiment nº5, Regiment Shover
- Regiment nº6, Regiment Castiglioni
- Regiment nº7, Regiment de la Diputació del General de Catalunya
- Regiment nº8, Regiment de la Ciutat de Barcelona
- Regiment nº9, Regiment d'Infanteria Ciutat de València
- Regiment nº10, Regiment d'Infanteria Regne de València
- Regiment nº11, Regiment d'Infanteria Ciutat de Cartagena
- Regiment nº12, Regiment d'Infanteria Ciutat d'Alacant
- Regiment nº13, Regiment de la Ciutat de Saragossa
- Regiment nº14, Regiment Francisco Ferrer
- Regiment nº15, Regiment Baró de Claret
- Regiment nº16, Regiment Marquès de Rubí
- Regiment nº17, Regiment Manuel Desvalls
- Regiment nº18, Regiment Francesc Sagarriga
- Regiment nº19, Regiment Joan Reart
- Regiment nº20, Regiment Ramon Xammar
- Regiment nº21, Regiment Whiters
- Regiment nº22, Regiment Blosset
- Regiment nº23, Regiment Bonessana
- Regiment nº24, Regiment Carles Llorach
- Regiment nº25, Regiment Bwol
- Regiment nº26, Regiment Faber
- Regiment nº27, Regiment de la Ciutat de Granada
- Regiment nº28, Regiment de la Ciutat de Toledo
- Regiment nº29, Regiment de la Ciutat de Guadalajara

## Regiments de cavalleria
- Regiment nº1, Regiment de cavalleria El Rei
- Regiment nº2, Regiment de cavalleria Morras
- Regiment nº3, Regiment de cavalleria Subies
- Regiment nº4, Regiment de cavalleria Rafael Nebot
- Regiment nº5, Regiment de cavalleria Joan Nebot
- Regiment nº6, Regiment de cavalleria Josep Nebot
- Regiment nº7, Regiment de cavalleria Josep Moragues
- Regiment nº8, Guàrdies de Cavalleria Catalana
- Regiment nº9, Regiment de cavalleria Mas
- Regiment nº10, Regiment de cavalleria Rosell
- Regiment nº11, Regiment de cavalleria Tàrrega
- Regiment nº12, Regiment de cavalleria Aragón
- Regiment nº13, Regiment de cavalleria Puebla